# Chris Pratt

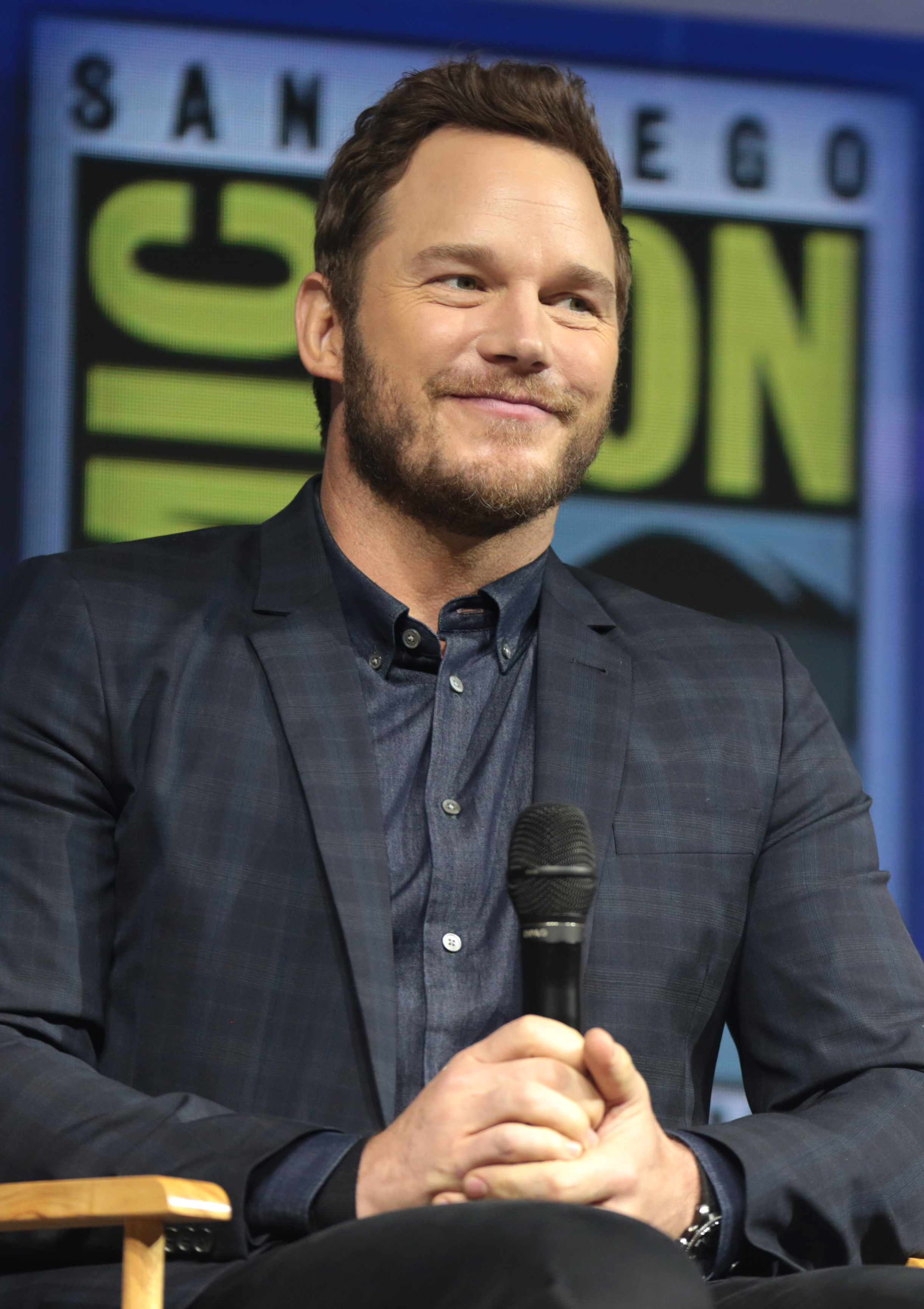
Chris Pratt (2018)

Christopher Michael „Chris” Pratt (ur. 21 czerwca 1979 w Virginii) – amerykański aktor filmowy i telewizyjny. Zdobył rozgłos dzięki rolom telewizyjnym, zwłaszcza jako Andy Dwyer w sitcomie NBC Parks and Recreation (2009–2015), za który otrzymał uznanie krytyków i w 2013 był nominowany do nagrody Critics’ Choice Television Award dla najlepszego aktora drugoplanowego w serialu komediowym. Wystąpił w produkcjach Filmowego Uniwersum Marvela  jako Peter Quill / Star-Lord, a także w serii Jurassic World (2015–2022) jako Owen Grady.
Był jedną ze stu najbardziej wpływowych osób na świecie w roku 2015 według tygodnika „Time”. W 2017 otrzymał własną gwiazdę w Alei Gwiazd w Los Angeles znajdującą się przy 6834 Hollywood Boulevard.

## Życiorys

### Wczesne lata
Urodził się w mieście Virginia w stanie Minnesota jako najmłodsze dziecko Kathleen Louise (z domu Indahl), pracującej w supermarkecie Safeway, i Daniela Cliftona Pratta, górnika, który potem zajmował się przebudową domów. Jego matka była pochodzenia norweskiego, a ojciec miał korzenie angielskie, norweskie, niemieckie, szwajcarskie, francuskie i kanadyjskie.
Jego ojciec zmarł w 2014 na stwardnienie rozsiane. Kiedy Chris miał trzy lata jego rodzina przeniosła się do Lake Stevens. W szkole średniej Pratt zajął piąte miejsce w turnieju zapaśniczym. W 1997 ukończył Lake Stevens High School. Porzucił naukę w community college w połowie pierwszego semestru, a następnie pracował jako sprzedawca biletów i striptizer. Następnie przez pewien czas był bezdomny, mieszkając na Maui, śpiąc w furgonetce i namiocie na plaży. W trakcie pobytu na Hawajach pracował dla organizacji „Żydzi dla Jezusa”. Mając 18 lat dorabiał jako striptizer.

### Kariera
W wieku 19 lat Pratt siedział przy stoliku w restauracji Bubba Gump Shrimp Company na Maui, kiedy został odkryty przez aktorkę i reżyserkę Rae Dawn Chong, która zaangażowała go do roli Devona w krótkometrażowej komedii grozy Cursed Part 3 (2000) z Donną Mills. Po raz pierwszy zwrócił na siebie uwagę w roli Brighta Abbotta, syna niespokojnego lekarza Harolda Abbott’a (Tom Amandes) w serialu The WB Everwood (2002–2006). Wkrótce zagrał niewielką rolę Brasona w komedii Powrót do klasy (Strangers with Candy, 2005) u boku Amy Sedaris i Stephena Colberta. Został obsadzony w głównej roli Lestera Wattsa w komedii romantycznej Deep in the Valley (2009). W dreszczowcu sensacyjnym Timura Biekmambietowa Wanted – Ścigani (2008) wystąpił jako Barry, współpracownik i najlepszy przyjaciel Wesleya (James McAvoy), który ma romans z dziewczyną Wesleya. W komedii romantycznej Ślubne wojny (2009) był nieudolnym narzeczonym Emmy (Anne Hathaway)
Jego rola tępego Andy’ego Dwyera w sitcomie NBC Parks and Recreation (2009–2015) przyniosła mu w 2013 nominację do nagrody Critics’ Choice Television Award dla najlepszego aktora drugoplanowego w serialu komediowym. Wystąpił jako baseballista Scott Hatteberg w dramacie Bennetta Millera Moneyball (2011) z Bradem Pittem i Jonah Hillem. W kontrowersyjnym dreszczowcu szpiegowskim Kathryn Bigelow Wróg numer jeden (Zero Dark Thirty, 2012) zagrał postać Justina, członka United States Navy SEALs. Użyczył głosu Emmetowi Brickowskiemu w komedii animowanej Lego: Przygoda (2014). Wcielił się w Star-Lorda filmach Filmowego Uniwersum Marvela: Strażnicy Galaktyki (2014), Avengers: Wojna bez granic (2018) i Avengers: Koniec gry (2019).
Był na okładkach „Entertainment Weekly”, „Men’s Fitness”, „Esquire”, „GQ”, „Men’s Health”, „The Hollywood Reporter” i „Vanity Fair”.

## Filmografia

### Filmy fabularne
| Rok  | Tytuł                                                                                  | Rola                              | Komentarz       |
| ---- | -------------------------------------------------------------------------------------- | --------------------------------- | --------------- |
| 2008 | Wanted – Ścigani                                                                       | Barry                             |                 |
| 2009 | Ślubne wojny                                                                           | Fletcher                          |                 |
| 2009 | Zabójcze ciało                                                                         | Roman Duda                        |                 |
| 2011 | Moneyball                                                                              | Scott Hatteberg                   |                 |
| 2011 | Jeszcze dłuższe zaręczyny                                                              | Alex Eilhauer                     |                 |
| 2012 | Wróg numer jeden                                                                       | Justin                            |                 |
| 2013 | Movie 43                                                                               | Jason                             |                 |
| 2013 | Wykapany ojciec                                                                        | Brett                             |                 |
| 2014 | Lego: Przygoda                                                                         | Emmet Brickowski                  | rola głosowa    |
| 2014 | Strażnicy Galaktyki                                                                    | Peter Quill / Star-Lord           |                 |
| 2015 | Jurassic World                                                                         | Owen Grady                        |                 |
| 2016 | Pasażerowie                                                                            | Jim Preston                       |                 |
| 2016 | Siedmiu wspaniałych                                                                    | Josh Farraday                     |                 |
| 2017 | Strażnicy Galaktyki vol. 2                                                             | Peter Quill / Star-Lord           |                 |
| 2018 | Avengers: Wojna bez granic                                                             | Peter Quill / Star-Lord           |                 |
| 2018 | Jurassic World: Upadłe królestwo                                                       | Owen Grady                        |                 |
| 2019 | Lego: Przygoda 2                                                                       | Emmet Brickowski / Rex Dangervest | rola głosowa    |
| 2019 | Avengers: Koniec gry                                                                   | Peter Quill / Star-Lord           |                 |
| 2019 | The Kid                                                                                | Grant Cutle                       |                 |
| 2020 | Naprzód                                                                                | Barley Lightfoot                  | rola głosowa    |
| 2021 | Wojna o jutro (The Tomorrow War)                                                       | Dan Forester                      | także produkcja |
| 2022 | Jurassic World: Dominion                                                               | Owen Grady                        |                 |
| 2022 | Thor: Miłość i grom (Thor: Love and Thunder)                                           | Peter Quill / Star-Lord           |                 |
| 2022 | Strażnicy Galaktyki: Coraz bliżej święta (The Guardians of the Galaxy Holiday Special) | Peter Quill / Star-Lord           |                 |
| 2023 | Super Mario Bros. Film                                                                 | Mario                             | rola głosowa    |
| 2023 | Strażnicy Galaktyki vol. 3                                                             | Peter Quill / Star-Lord           |                 |

### Seriale i programy telewizyjne
| Rok       | Tytuł                  | Rola           | Komentarz           |
| --------- | ---------------------- | -------------- | ------------------- |
| 2001      | Partnerki              | Nick Owens     |                     |
| 2002–2006 | Everwood               | Bright Abbott  |                     |
| 2005      | Ścieżka zagłady        | Nathan McCain  |                     |
| 2006–2007 | Życie na fali          | Ché            |                     |
| 2008      | Batman                 | Jake           | rola głosowa        |
| 2009-2015 | Parks and Recreation   | Andy Dwyer     |                     |
| 2010-2012 | Ben 10: Ultimate Alien | Cooper Daniels | rola głosowa        |
| 2014      | Saturday Night Live    | On sam         |                     |
| 2017      | Mamuśka                | Nick Banaszak  | sezon 4, odcinek 11 |
| 2022      | Lista śmierci          | James Reece    |                     |

### Gry komputerowe
| Rok  | Tytuł                                     | Rola                          | Komentarz |
| ---- | ----------------------------------------- | ----------------------------- | --------- |
| 2010 | Ben 10 Ultimate Alien: Cosmic Destruction | Cooper Daniels                |           |
| 2012 | Kinect Star Wars                          | Obi-Wan Kenobi                |           |
| 2015 | Lego Jurassic World                       | Owen Grady                    |           |
| 2015 | Lego Dimensions                           | Emmet Brickowski / Owen Grady |           |

## Nagrody
| Rok  | Nagroda                         | Kategoria                                 | Tytuł                                   |
| ---- | ------------------------------- | ----------------------------------------- | --------------------------------------- |
| 2015 | Nagroda Saturn                  | Najlepszy aktor                           | Strażnicy Galaktyki (2014)              |
| 2016 | MTV Movie Award                 | Najlepsza scena akcji                     | Jurassic World (2015)                   |
| 2017 | Teen Choice Awards              | Wybrany aktor filmowy: Science fiction    | Strażnicy Galaktyki vol. 2 (2017)       |
| 2018 | MTV Movie Award                 | Nagroda Pokoleniowa.                      | –                                       |
| 2018 | Teen Choice Awards              | Wybór letniej gwiazdy filmowej: Mężczyzna | Jurassic World: Upadłe królestwo (2018) |
| 2019 | Nickelodeon Kids’ Choice Awards | Ulubiony kopacz pośladków                 | Jurassic World: Upadłe królestwo (2018) |